# Tycho von Wilamowitz-Moellendorff
Tycho von Wilamowitz-Moellendorff (ur. 16 listopada 1885 w Getyndze, zm. 15 października 1914 pod Dęblinem) – niemiecki filolog klasyczny.
Był synem Ulricha von Wilamowitza-Moellendorffa oraz Marii von Wilamowitz-Moellendorff. Studiował filologię klasyczną i germanistykę w Berlinie i w Getyndze. Od lat młodzieńczych zajmował się badaniem dramatów greckich.
W chwili rozpoczęcia I wojny światowej zaciągnął się do wojska. Zginął i został pochowany pod Iwanogrodem (dzisiejszy Dęblin) 15 października 1914 roku.
Rodzice postawili mu symboliczny grób w gaju wymysłowickim, stelę wysoką na 2 metry.

## Publikacje
- Die dramatische Technik des Sophokles, Weidmann, Berlin 1917